# Campo Alegre (kommun i Brasilien, Santa Catarina)
Campo Alegre är en kommun i Brasilien.   Den ligger i delstaten Santa Catarina, i den södra delen av landet, 1 200 km söder om huvudstaden Brasília. Antalet invånare är 11 748.
I omgivningarna runt Campo Alegre växer i huvudsak städsegrön lövskog. Runt Campo Alegre är det ganska glesbefolkat, med 43 invånare per kvadratkilometer.